# پل کوپن
پل کوپن (انگلیسی: Paul Copan؛ زادهٔ ۲۶ سپتامبر ۱۹۶۲) فیلسوف، متخصص الهیات، و استاد دانشگاه اهل ایالات متحده آمریکا است.